# Tetragoniceps truncata
Tetragoniceps truncata är en kräftdjursart som beskrevs av Nicholls 1939. Tetragoniceps truncata ingår i släktet Tetragoniceps och familjen Tetragonicipitidae. Inga underarter finns listade i Catalogue of Life.